# 瓜地馬拉卡爾花鱂
瓜地馬拉卡爾花鱂，為輻鰭魚綱鯉齒目鯉齒亞目花鳉科的其中一種，分布於中美洲墨西哥至瓜地馬拉的淡水流域，體長可達5公分，棲息在流動緩慢或靜止的溪流，屬肉食性，生活習性不明。